# Grand Theft Auto IV: The Lost and Damned
Grand Theft Auto IV: The Lost and Damned (аббр. TLaD или просто The Lost and Damned, в переводе с англ. — «Пропащие и обречённые») — первый из двух дополнительных эпизодов для игры Grand Theft Auto IV, выпущенный для платформ Xbox 360, PlayStation 3 и ПК Microsoft Windows. Проект вышел 13 апреля 2010 года в США, 16 апреля 2010 года в Европе. В России игра официально вышла 21 мая от компании 1C вместе с эпизодом The Ballad of Gay Tony в составе издания Episodes from Liberty City.

## Сюжет
Первый эпизод для оригинальной Grand Theft Auto IV называется «The Lost and Damned». Главным героем является байкер Джонни Клебиц (англ. Johnny Klebitz) — вице-президент байкерского клуба «The Lost MC» («Пропащие»), еврей по национальности. Действие игры начинается с того момента, когда в оригинальной игре Нико начинает работать на Михаила Фаустина. История начинается с того, что Билли — президент клуба и главарь банды — возвращается с принудительной реабилитации по решению суда в специальной клинике. В отсутствие Билли Джонни заключил перемирие с группировкой «The Angels of Death» («Ангелы смерти»). Билли возвращается, и ему это совсем не по душе. Билли срывает всю большую работу, которую Джонни делает для банды, это ведёт к недовольству Джонни, и между ними часто возникают конфликты. Наконец после очередной перестрелки с «дохляками» (так члены банды Билли называют членов банды «Ангелов смерти») Билл сообщает печальную новость: их младшего брата Джейсона кто-то убил в Хоув-Бич (убил его Нико Белик). Его убил или серб или русский. При помощи «информаторов» Билли и вся команда Lost разгромляют клуб Ангелов, считая что убили Джейсона они. В клубе они находят около 20 кг героина.
При помощи Элизабет Торрес Джонни находит покупателя и под прикрытием Нико и Плейбоя Х отправляется на сделку. Джонни выходит живым, но только без части героина и денег. Наконец Билли решает принять разумное решение: продать героин Триадам и прекратить перестрелки. Джонни, Билли, Джим и Брайан отправляются в Чайнатаун. Там Джим и Джон попадают в засаду и, окончательно потеряв весь героин, уходят. Билла арестовывает полиция, а остальные трое возвращаются в клуб. Решив, что Джонни предал Билли, Брайан предаёт банду и вместе с другими предателями пытается убить Джона. Джим знакомит героя с Малком — членом группы байкеров, предпочитающих спортбайки. При помощи Рэя Боччино герой узнаёт, где предатель. Когда герой застаёт его врасплох у игрока есть выбор: убить или отпустить. Если отпустит, то позже Брайан появится в качестве случайного персонажа и будет окончательно убит. Русские бандиты грозятся убить Эшли — наркоманку-байкершу и подругу Джонни. Но дипломатический вариант заставляет Джона выкрасть Романа Беллика по просьбе Дмитрия Раскалова. Также Джон работает на Томаса Стаббса — продажного политика.
Наконец герой выполняет пару-тройку поручений для Лизы и Рэй предлагает поучаствовать в афере с бриллиантами. Джонни крадёт бриллианты во время сделки Тони Принса и Луиса Лопеза. Именно он засовывает их в мусорные баки, откуда достаёт их Нико. Нико и Джон проводят сделку с еврейской мафией, но из-за Луиса сделка срывается. Джонни крадёт деньги и отдаёт их Джиму. В сообщении Джим просит Джонни приехать к Рэю. При помощи пыток Рэй хочет узнать у Джима где деньги. Но байкеры скрываются. Наёмники Рэя пытаются убить Джонни, но тот убивает их. За кулисами оригинала Рэй просит Нико убить Джима и тот, по сюжету, убивает. Стаббс сообщает Джону плохую новость: Билли попал под защиту свидетелей и согласился сдать банду. Вместе с оставшимися байкерами Джонни врывается в Олдернийскую тюрьму и убивает Билли. По возвращении в клуб оставшиеся байкеры, находят его разгромленым неизвестными лицами, а потом поджигают.

## Геймплей

### Нововведения
| Системные требования | Системные требования                                                 | Системные требования                                                 |
| -------------------- | -------------------------------------------------------------------- | -------------------------------------------------------------------- |
|                      | Минимальные                                                          | Рекомендуемые                                                        |
| Windows              |                                                                      |                                                                      |
| ОС                   | Windows 7 / Windows Vista Service Pack 1 / Windows XP Service Pack 3 | Windows 7 / Windows Vista Service Pack 1 / Windows XP Service Pack 3 |
| ЦПУ                  | Intel Core 2 Duo 1.8 GHz, AMD Athlon X2 64 2.4 GHz                   | Intel Core 2 Quad 2.4 GHz, AMD Phenom X3 2.1 GHz                     |
| Объём ОЗУ            | 1.0 GB (Windows XP) 1.5 GB (Windows Vista и Windows 7)               | 2.0 GB (Windows XP) 2.5 GB (Windows Vista и Windows 7)               |
| Место на диске       | 16 GB свободного пространства                                        | 18 GB свободного пространства                                        |
| Видеокарта           | 256 MB Nvidia 7900 / 256 MB ATI X1900                                | 512 MB Nvidia 8600 / 512 MB ATI 3870                                 |
| Звуковая плата       | 100% DirectX 9.0c совместимая звуковая карта                         | 100% DirectX 9.0c совместимая звуковая карта                         |
| Сеть                 | Интернет-соединение для активации и мультиплеера                     | Интернет-соединение для активации и мультиплеера                     |

Джонни Клебиц на своём мотоцикле

В The Lost and Damned был добавлен целый ряд новых возможностей, мини-игр, второстепенных миссий. Теперь для того, чтобы встретиться со всеми друзьями сразу, надо только позвонить один раз и протагонист отправится на встречу со своими тремя (после предпоследней миссии двумя) доступными друзьями. Были добавлены новые мини-игры: аэрохоккей, армрестлинг, карточная игра «больше-меньше», гонки на мотоциклах.
Изменениям подвергся интерфейс The Lost and Damned, слова в меню теперь выделяются красным цветом, сам HUD стал выглядеть более старым, полоски отображающие здоровье/броню теперь, соответственно, белого и синего цвета, телефон Джонни «Whiz Wireless» сразу с камерой и получше, чем у Нико, но выглядит вполне старым мобильником. Добавлено нововведение — езда в «боевом порядке»: при следовании банды за лидером на земле появляется эмблема The Lost, на которой игроку надо удержаться несколько секунд. Это позволяет восстановить показатели здоровья и брони, повысить состояние мотоцикла, а также и послушать дополнительные диалоги.
Rockstar добавили новую опцию — контрольные точки для некоторых миссий — при провале длинной миссии можно не проходить её с самого начала.
Исчезла возможность сменить одежду игрока — всю игру главный герой ходит в кожаной куртке с символикой клуба, старых джинсах и ботинках.
Также в отличие от оригинальной GTA IV требуется убить не 200 голубей, а 50 чаек, после уничтожения которых будет доступен мотоцикл Innovation (Инновация). В игре было произведено обновление телеканалов и дополнительных сайтов в игровом интернете. В игру разработчики Rockstar North добавили 23 новых транспортных средства. Из них большинство мотоциклов (17 штук), а также 3 грузовика, 2 легковых автомобиля и 1 автобус.

## Многопользовательская игра
В Grand Theft Auto IV: The Lost and Damned есть пять дополнительных режимов многопользовательской игры, в дополнение к оригинальным. Все они имеют акцент на байкерскую составляющую эпизода, но при этом не теряют своей привлекательности и для тех, кто от мотоциклов восторга не испытывает.

В мультиплеере первого эпизода появятся новые модели персонажей, оружия и транспорта.
- Chopper vs. Chopper

В этом режиме вам предлагается на выбор стать либо мотоциклистом, который движется из одной точки до другой, и смысл его доехать туда живым. Либо стать пилотом вертолета, который мешает мотоциклисту выполнить миссию, а проще говоря — пытается его уничтожить.
- Club Business

Членам банды The Lost даются случайные задания и их нужно выполнить по всему Либерти-Сити.
- The Lone Wolf Biker

Самый долгий по времени, если так сложатся обстоятельства, режим мультиплеера в The Lost and Damned. Смысл заключается в том, что один человек («волк-одиночка») убегает, а все остальные пытаются его убить.
- Own the City

Война за районы Либерти-Сити. Так как районов много и за всеми не уследить, то если на вашу территорию нападут в то время, как вы будете где-то далеко, то некоторое время её могут защищать NPC.
- Witness Protection

Вы играете либо за The Lost, либо за N.O.O.S.E. Смысл режима заключается в том, что полицейские пытаются доставить трех свидетелей в свой департамент, а байкеры должны им помешать.

## Музыка
Заглавная музыкальная тема
- Stuart Hart — «The Lost and Damned Theme» (2009)

### Радиостанции
К оригинальному саундтреку Grand Theft Auto IV было добавлено более 50 новых композиций для эпизода The Lost and Damned. 26 апреля 2018 года, во время 10-летнего юбилея GTA IV, из игры были удалены некоторые композиции на использование которых у Rockstar Games истекли права.

#### Liberty City Hardcore (L.C.H.C. Hardcore Rock)

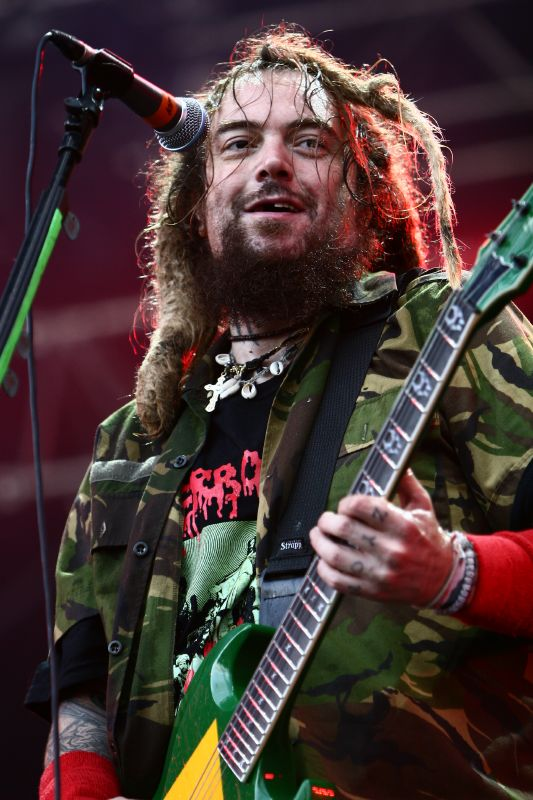
Макс Кавалера, диджей на радио L.C.H.C.

Диджей/Ведущий: Макс Кавалера;
Жанр радио: экстремальный метал, дэт-метал, блэк-метал, трэш-метал.
Список композиций:
- Soulfly — «Blood Fire War Hate» (2008) (только начало песни звучит во вступительной части радиостанции)
- At the Gates — «Slaughter of the Soul» (1995)
- Drive By Audio — «Jailbait» (2009)
- Celtic Frost — «Inner Sanctum» (1987)
- Entombed — «Drowned» (1990)
- Sepultura — «Dead Embryonic Cells» (1991)
- Deicide — «Dead by Dawn» (1990)
- Cannibal Corpse — «I Cum Blood» (1992)
- Bathory — «Call from the Grave» (1987) †[к 1]
- Kreator — «Awakening of the Gods» (1986)
- Terrorizer — «Fear of Napalm» (1989)

#### WKTT Talk Radio
Диджей/Ведущий: Ричард Бастион (озвучен Джейсоном Судейкисом);
Жанр радио: разговорное радио.
На разговорной радиостанции WKTT Talk Radio (полное название «We Know The Truth!: Talk Radio») было добавлено новое шоу — «The Martin Serious Show» (рус. Шоу Серьёзного Мартина), которое является внутриигровой пародией на различные радиошоу в стиле shock jock, например как «The Howard Stern Show».

#### The Beat 102.7

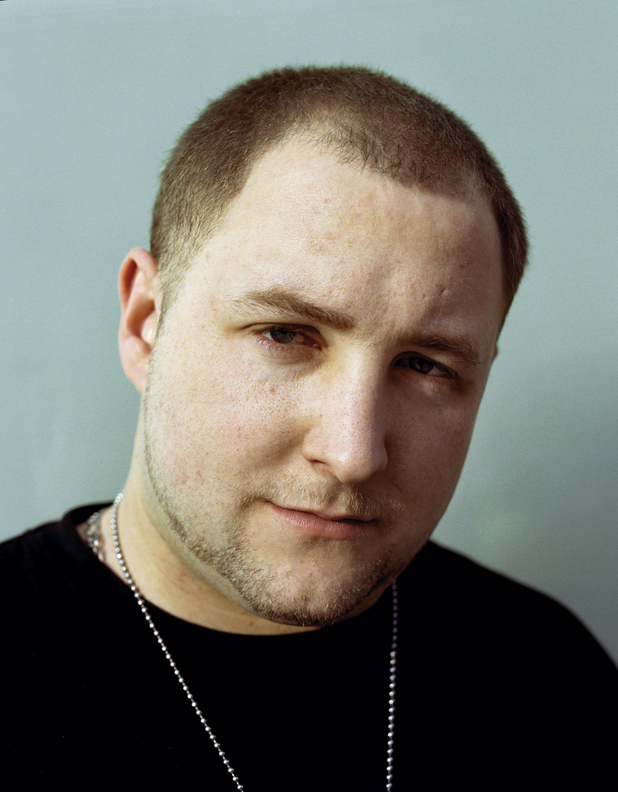
Диджей Statik Selektah, ведёт своё шоу на радио The Beat 102.7 в игре

Диджей/Ведущий: Фанкмастер Флекс и Statik Selektah;
Жанр радио: современный хип-хоп, хип-хоп Восточного побережья, южный хип-хоп, рэп, ритм-энд-блюз.
Список композиций:
- Busta Rhymes feat. Ron Browz — «Arab Money» (2008)
- Busta Rhymes feat. Young Jeezy & Jadakiss — «Conglomerate» (2009)
- T.I. feat. Swizz Beatz — «Swing Ya Rag» (2008)
- Ron Browz[англ.] — «Jumping (Out the Window)» (2008)
- DJ Khaled feat. Kanye West & T-Pain — «Go Hard» (2008)
- Kardinal Offishall feat. Akon & Sean Paul — «Dangerous (Remix)» (2008)
- John Legend feat. André 3000 — «Green Light» (2008)
- Kanye West — «Love Lockdown» (2008)
- B.o.B — «Auto-Tune» (2009)
- Termanology[англ.] — «Here in Liberty City» (2009)
- Freeway — «Carjack» (2009)
- Saigon — «Spit» (2009)
- Skyzoo[англ.] — «The Chase Is On» (2009)
- Consequence — «I Hear Footsteps» (2009)
- Talib Kweli — «My Favorite Song» (2009)

#### Liberty Rock Radio
Диджей/Ведущий: Игги Поп;
Жанр радио: классический рок, поп-рок, альтернативный рок, глэм-рок, глэм-метал, новая волна, готик-рок, протопанк, хеви-метал, прогрессивный рок, симфо-рок.
Список композиций:
- Nazareth — «Hair of the Dog» (1975)
- Styx — «Renegade» (1978)
- Rod Stewart — «Every Picture Tells a Story» (1971)
- Lynyrd Skynyrd — «Saturday Night Special» (1975)
- The James Gang — «Funk #49» (1970)
- The Edgar Winter Group — «Free Ride» (1972)
- Aerosmith — «Lord of the Thighs» (1974)
- Deep Purple — «Highway Star» (1972)
- AC/DC — «Touch Too Much» (1979) †[к 1]
- Foghat — «Drivin' Wheel» (1976)
- The Doors — «Five to One» (1968) †[к 1]
- Alice Cooper — «Go to Hell» (1976)
- Jefferson Starship — «Jane» (1979) †[к 1]
- Iron Maiden — «Run to the Hills» (1982) †[к 1]
- Mötley Crüe — «Wild Side» (1987)
- Saxon — «Wheels of Steel» (1980)
- The Doobie Brothers — «China Grove» (1973)
- Bon Jovi — «Wanted Dead or Alive» (1986)

#### Radio Broker

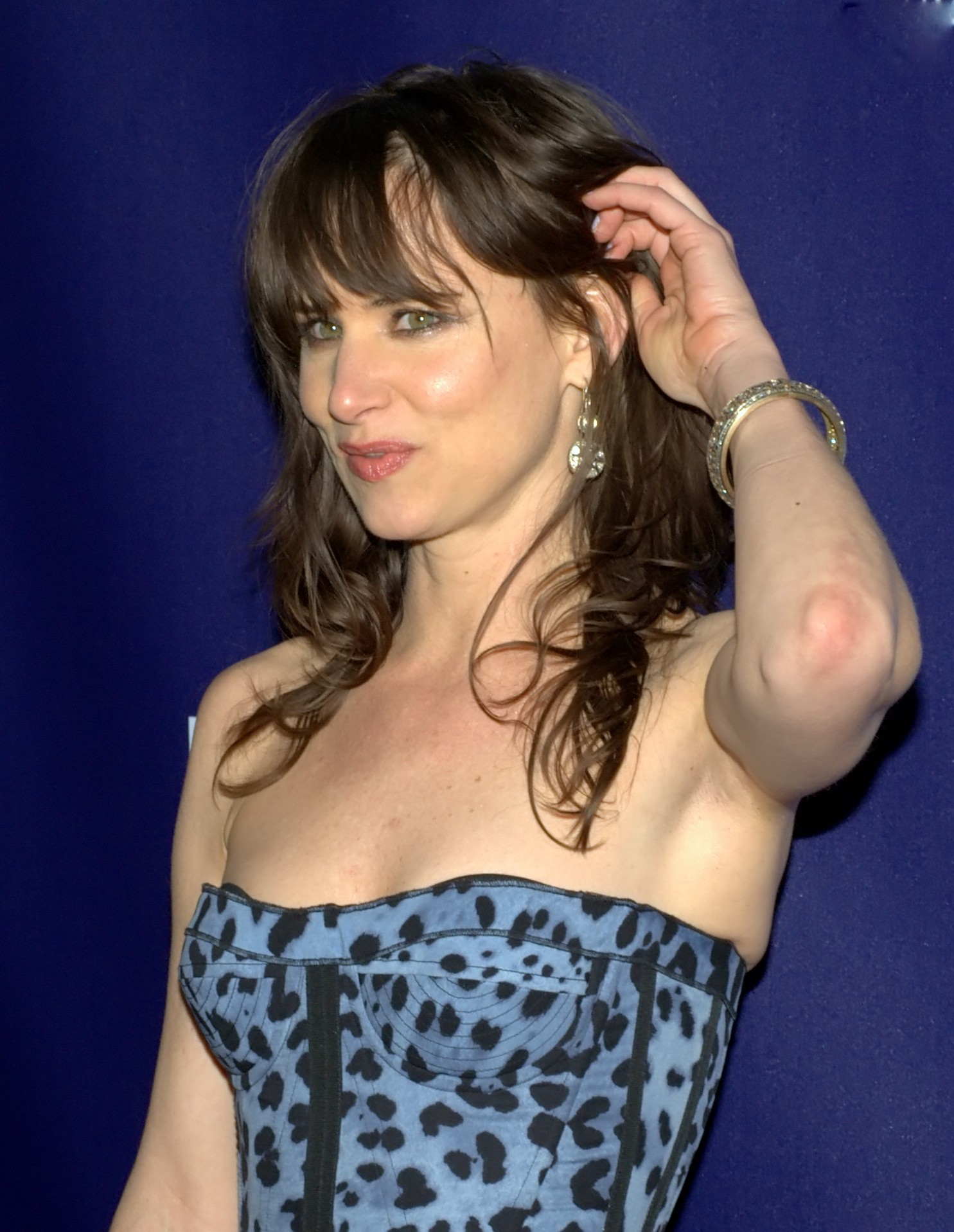
Джульетт Льюис ведущая на Radio Broker

Диджей/Ведущий: Джульетт Льюис;
Жанр радио: альтернативный рок, инди-рок, гаражный рок, дэнс-рок, дэнс-панк, электронная музыка.
Список композиций:
- Blonde Acid Cult — «Shake It Loose» (2007)
- Kill Memory Crash[англ.] — «Hell on Wheels» (2008)
- Magic Dirt[англ.] — «Get Ready to Die» (2008)
- Brazilian Girls — «Nouveau Americain» (2008)
- Freeland[англ.] — «Borderline» (2009)
- Kreeps — «The Hunger (Blood in My Mouth)» (2009)
- Japanther[англ.] — «Radical Businessman» (2008)
- Foxylane — «Command» (2009)
- Monotonix[англ.] — «Body Language» (2008)
- Game Rebellion — «Dance Girl (GTA Mix)» (2009)
- The Yelling[англ.] — «Blood on the Steps» (2008)
- The Jane Shermans — «I Walk Alone» (2008)

### Изданный саундтрек

#### Statik Selektah’s The Lost and Damned EP
Statik Selektah’s The Lost and Damned EP это мини-альбом состоящий из шести оригинальных композиций, общей продолжительностью более 18 минут, написанных андеграундным хип-хоп диджеем и продюсером Statik Selektah специально для саундтрека дополнения Grand Theft Auto IV: The Lost and Damned и звучащих на радио The Beat 102.7 внутри игры. EP был выпущен 17 февраля 2009 года под лейбламы Rockstar Games и ShowOff Records и был доступен эксклюзивно на iTunes. 1 января 2011 году было выпущено специальное издание (англ. Special Edition) мини-альбома, которое содержит дополнительные 7 минут музыки и вместо оригинала трека «My Favorite Song», его ремикс.
| №                   | Название               | Автор(ы)            | При участии         | Длительность |
| ------------------- | ---------------------- | ------------------- | ------------------- | ------------ |
| 1.                  | «Here In Liberty City» | Statik Selektah     | Termanology         | 2:37         |
| 2.                  | «Car Jack»             | Statik Selektah     | Freeway             | 2:50         |
| 3.                  | «Spit»                 | Statik Selektah     | Saigon              | 3:27         |
| 4.                  | «I Hear Footsteps»     | Statik Selektah     | Consequence         | 3:41         |
| 5.                  | «The Chase Is On»      | Statik Selektah     | Skyzoo              | 2:39         |
| 6.                  | «My Favorite Song»     | Statik Selektah     | Talib Kweli         | 3:04         |
| Общая длительность: | Общая длительность:    | Общая длительность: | Общая длительность: | 18:20        |

| №                   | Название                          | Автор(ы)            | При участии                        | Длительность |
| ------------------- | --------------------------------- | ------------------- | ---------------------------------- | ------------ |
| 1.                  | «Here In Liberty City»            | Statik Selektah     | Termanology                        | 2:37         |
| 2.                  | «My Favorite Song (Remix)»        | Statik Selektah     | Talib Kweli & REKS                 | 3:07         |
| 3.                  | «Car Jack»                        | Statik Selektah     | Freeway                            | 2:50         |
| 4.                  | «Spit»                            | Statik Selektah     | Saigon                             | 3:27         |
| 5.                  | «I Hear Footsteps»                | Statik Selektah     | Consequence                        | 3:41         |
| 6.                  | «The Chase Is On»                 | Statik Selektah     | Skyzoo                             | 2:39         |
| 7.                  | «Destined To Shine (Obama Remix)» | Statik Selektah     | Torae, Jon Hope & Sha Stimuli      | 3:49         |
| 8.                  | «Rollin' Down The Freeway»        | Statik Selektah     | Kali, Glasses Malone & Termanology | 3:24         |
| Общая длительность: | Общая длительность:               | Общая длительность: | Общая длительность:                | 25:36        |

## Восприятие
| Сводный рейтинг       | Сводный рейтинг |
| Агрегатор             | Оценка          |
| --------------------- | --------------- |
| GameRankings          | 89,73 %         |
| Metacritic            | 90/100          |
| Иноязычные издания    |                 |
| Издание               | Оценка          |
| Eurogamer             | 8/10            |
| GameTrailers          | 9,2             |
| IGN                   | 9,0/10          |
| Русскоязычные издания |                 |
| Издание               | Оценка          |
| Absolute Games        | 77 %            |